# Š
Š, š — літера розширеного латинського альфабету, утворена буквою S з додаванням гачека, що зазвичай позначає глухий заясенний фрикативний /ʃ/, який відповідає українській кириличній літері ш, і також глухий ретрофлексний фрикативний /ʂ/. Малу літеру š також використовують в американській фонетичній транскрипції та уральській фонетичній абетці.

## Вживання
Вперше символ з'явився у чеській мові в 15 столітті після реформ Яна Гуса («Чеська орфографія»). Звідси 1830 року літера була введена Людевитом Гаєм до альфабету хорватської мови («гаєвиця»), а згодом перейшла до таких мов, як боснійська, чорногорська, словенська, сербська, словацька, латиська, литовська, карельська, північносаамська, сорбська та інших.
2007 року також було запроваджено новий альфабет вепської мови, що містила літеру Š.
Також š вживається у фінській та естонській мовах, проте лише в запозиченнях. Інколи допускається вживання sh замість š, якщо набрати діакритичний знак технічно неможливо.
Серед мов, поширених за межами Європи, š вживається у таких як північноамериканські лакота і шеєнська, а також африканські північна сото та сонгайські.

## Транслітерації
Літера також використовується для передачі латинським альфабетом кириличної ш у системах наукової транслітерації та ISO 9, тобто вживається в латинізаціях української, білоруської, македонської, болгарської, сербської та башкирської мов.
Також при траслітерації шумерських та аккадських клинописних текстів літера š використовується для передачі звука [ʃ] або [t͡ʃ]. Відповідно до аккадської орфографії, ця літера передає хеттську фонему [s] та фонему [ʃ] у семітських мовах, позначену літерою шін.

## Кодування
| Графема | HTML     | Юнікод | TeX      |
| ------- | -------- | ------ | -------- |
| Š       | &Scaron; | U+0160 | \check S |
| š       | &scaron; | U+0161 | \check s |